# Oxyopes vogelsangeri
Oxyopes vogelsangeri là một loài nhện trong họ Oxyopidae.
Loài này thuộc chi Oxyopes. Oxyopes vogelsangeri được Roger de Lessert miêu tả năm 1946.